# Новоальошкино
Новоальо́шкино (рос. Новоалёшкино, башк. Яңы Алешкин) — присілок у складі Стерлітамацького району Башкортостану, Росія. Входить до складу Підлісненської сільської ради.
Населення — 24 особи (2010; 43 в 2002).
Національний склад:
- чуваші — 77%